# クパ・ロムニエイ
クパ・ロムニエイ（ルーマニア語: Cupa României、直訳：ルーマニア・カップ）は、ルーマニアのサッカークラブチームが毎年参戦して開催されるカップ戦。1933-34年シーズンから第二次世界大戦を除き毎年開催されている。
現在優勝クラブには、UEFAヨーロッパリーグのプレーオフラウンドへの出場権が与えられている。また同国の著名ビールブランドのティミショレアナが協賛しているため、クパ・ロムニエイ・ティミショレアナ(Cupa României Timişoreana)と呼ばれることがある。
かつて決勝戦会場はブカレストのスタディオヌル・ナツィオナル (別名：ドウアゼチ・シ・トレイ・アウグスト、23 August)で行われることが多かった、2008年に新スタディオヌル・ナツィオナルが竣工してからは、ブカレスト以外の地方都市で行われるようになった。
大会はステアウア・ブカレストの24回を筆頭に、ラピド・ブカレスト、ディナモ・ブカレストの13回とブカレストを本拠地とするクラブの優勝が多い。

## 協賛企業
2005年7月22日、ルーマニアサッカー連盟はサムスン電子と1年間のスポンサー契約を結んだ。それに伴いクパ・ロムニエイ・サムスン(Cupa României Samsung)に改名した。
2006年10月9日、ビールメーカーSABミラー傘下のUrsusと3年間のスポンサー契約を結んだ。それに伴い クパ・ロムニエイ・ティミショアレアナ(Cupa României Timişoreana)に改名した。
2016年5月16日、ルーマニアサッカー連盟は、大会名の変更と総合スーパーマーケットを展開するカウフラント、情報通信業のUPCブロードバンド、スポーツベッティングを手掛けるスタンリーベット・インターナショナルとスポンサー契約に署名したと発表した。
2017年10月20日、賭博関連企業のCasa Pariurilorとのスポンサー契約したと発表。

## 大会形式
大会形式は毎年僅かながら改変しているものの、大まかな規定は2009-10年シーズンに基づいている。2試合制の準決勝を除きすべて1試合制のノックアウト方式を採用している。

### 地方大会
ブカレストと41県のサッカー協会によって行われる地方大会で、それぞれ1チーム(計42チーム)が全国大会に出場することができる。

### 全国大会
全国大会はルーマニアサッカー連盟によって主催され、1回戦から5回戦までは長距離移動を避けるために地理的に近いクラブ同士で対戦する。なおホームゲームは対戦チーム同士を前年度の成績で比較し、下位リーグあるいは同じリーグでも順位が下位の側が受け持つことになっている。
- 1回戦 - 140チーム (各地方代表の42チームと、リーガ3所属98チーム)
- 2回戦 - 80チーム (1回戦の勝者70チームと、リーガ3所属の残り10チーム)
- 3回戦 - 40チーム (2回戦の勝者)
- 4回戦 - 56チーム (3回戦の勝者20チームと、リーガ2所属の全36チーム)
- 5回戦 - 28チーム (4回戦の勝者)
- 6回戦 - 32チーム (5回戦の勝者14チームと、リーガ1所属全18チーム)

6回戦の抽選方法は以下のとおりである。
- - ポットA: 前年度リーガ1の最終成績1位から6位 (6チーム)
  - ポットB: 前年度リーガ1の最終成績6位から18位 (12チーム)
  - ポットC: 下位リーグの所属している残りすべて (14チーム)

ポットAに組まれたチームは必ずポットCのチームと対戦し、ポットCの残り8チームはポットBと8チームと対戦、ポットBの残り4チームはポットB同士で対戦する。またホームゲームは抽選とともに決定される。
- 7回戦 (6回戦の勝者16チーム)
- 準々決勝
- 準決勝
- 決勝

7回戦から準決勝の対戦方式については、国内および国際試合の日程との兼ね合いで変動するため、毎年FRFの理事会において1試合制か2試合制を決めている。 1試合制になった年は中立地で行うことになっている。

## 歴代優勝クラブ
| 年度         | 優勝                               | 結果                                                        | 準優勝                                     | 決勝戦会場                                        |
| ------------ | ---------------------------------- | ----------------------------------------------------------- | ------------------------------------------ | ------------------------------------------------- |
| 1933-34 詳細 | リペンシア・ティミショアラ         | 3 - 2 5 - 0                                                 | ウニヴェルシタテア・クルジュ               | ONEF ブカレスト                                   |
| 1934-35 詳細 | CFRブカレスト                      | 5 - 5 6 - 5 (延長戦)                                        | リペンシア・ティミショアラ                 | ONEF ブカレスト                                   |
| 1935-36 詳細 | リペンシア・ティミショアラ         | 5 - 1                                                       | ウニレア・トリコロル・ブカレスト           | ヴェヌス ブカレスト                               |
| 1936-37 詳細 | ラピド・ブカレスト                 | 5 - 1                                                       | リペンシア・ティミショアラ                 | ANEF ブカレスト                                   |
| 1937-38 詳細 | ラピド・ブカレスト                 | 3 - 2                                                       | CAM ティミショアラ                         | ギウレシュティ ブカレスト                         |
| 1938-39 詳細 | ラピド・ブカレスト                 | 2 - 0                                                       | SSブカレスト                               | ヴェヌス ブカレスト                               |
| 1939-40 詳細 | ラピド・ブカレスト                 | 2 - 2 (延長戦) 4 - 4 (延長戦) 2 - 2 (延長戦) 2 - 1 (再試合) | ヴェヌス・ブカレスト                       | ANEF ギウレシュティ ANEF ブカレスト               |
| 1940-41 詳細 | ラピド・ブカレスト                 | 4 - 3                                                       | ウニレア・トリコロル・ブカレスト           | ANEF ブカレスト                                   |
| 1941-42 詳細 | ラピド・ブカレスト                 | 7 - 1                                                       | ウニヴェルシタテア・シビウ                 | ヴェヌス ブカレスト                               |
| 1942-43 詳細 | CFRトゥルヌ・セヴェリン            | 4 - 0                                                       | SSブカレスト                               | ANEF ブカレスト                                   |
| 1943-47      | 第二次世界大戦により中止           | 第二次世界大戦により中止                                    | 第二次世界大戦により中止                   | 第二次世界大戦により中止                          |
| 1947-48 詳細 | ITAアラド                          | 3 - 2                                                       | CFRティミショアラ                          | UCBヴェヌス ブカレスト                            |
| 1948-49 詳細 | CCAブカレスト                      | 2 - 1                                                       | CFMクルージュ＝ナポカ                      | ICAS ブカレスト                                   |
| 1950 詳細    | CCAブカレスト                      | 3 - 1                                                       | フラムラ・ロシエ・アラド                   | レプブリチ ブカレスト                             |
| 1951 詳細    | CCAブカレスト                      | 1 - 1 3 - 1 (延長戦)                                        | フラカラ・メディアシュ                     | レプブリチ ブカレスト                             |
| 1952 詳細    | CCAブカレスト                      | 2 - 1                                                       | フラカラ・プロイェシュティ                 | レプブリチ ブカレスト                             |
| 1953 詳細    | フラムラ・ロシエ・アラド           | 0 - 0 1 - 0 (延長戦)                                        | CCAブカレスト                              | 23 アウグスト ブカレスト                          |
| 1954 詳細    | メタルル・レシチャ                 | 2 - 0                                                       | ディナモ・ブカレスト                       | レプブリチ ブカレスト                             |
| 1955 詳細    | CCAブカレスト                      | 3 - 3 6 - 3 (延長戦)                                        | プログレスル・オラデア                     | レプブリチ ブカレスト                             |
| 1956 詳細    | プログレスル・オラデア             | 2 - 0                                                       | エネルギア・メタルル・クンピア・トゥルジー | レプブリチ ブカレスト                             |
| 1957-58 詳細 | シュティインツァ・ティミショアラ   | 1 - 0                                                       | プログレスル・ブカレスト                   | 23 アウグスト ブカレスト                          |
| 1958-59 詳細 | ディナモ・ブカレスト               | 4 - 0                                                       | CSMバイア・マーレ                          | 23 アウグスト ブカレスト                          |
| 1959-60 詳細 | プログレスル・ブカレスト           | 2 - 0                                                       | ディナモ・オボル・ブカレスト               | レプブリチ ブカレスト                             |
| 1960-61 詳細 | アリエシュル・トゥルダ             | 2 - 1                                                       | ラピド・ブカレスト                         | レプブリチ ブカレスト                             |
| 1961-62 詳細 | ステアウア・ブカレスト             | 5 - 1                                                       | ラピド・ブカレスト                         | 23 アウグスト ブカレスト                          |
| 1962-63 詳細 | ペトロルゥル・プロイェシュティ     | 6 - 1                                                       | シデルルギストゥル・ガラツィ               | 23 アウグスト ブカレスト                          |
| 1963-64 詳細 | ディナモ・ブカレスト               | 5 - 3                                                       | ステアウア・ブカレスト                     | 23 アウグスト ブカレスト                          |
| 1964-65 詳細 | ウニヴェルシタテア・クルジュ       | 2 - 1                                                       | ディナモ・ピテシュティ                     | レプブリチ ブカレスト                             |
| 1965-66 詳細 | ステアウア・ブカレスト             | 4 - 0                                                       | UTAアラド                                  | 23 アウグスト ブカレスト                          |
| 1966-67 詳細 | ステアウア・ブカレスト             | 6 - 0                                                       | フォレスタ・ファルティチェニ               | 23 アウグスト ブカレスト                          |
| 1967-68 詳細 | ディナモ・ブカレスト               | 1 - 1 3 - 1 (延長戦)                                        | ラピド・ブカレスト                         | 23 アウグスト ブカレスト                          |
| 1968-69 詳細 | ステアウア・ブカレスト             | 2 - 1                                                       | ディナモ・ブカレスト                       | 23 アウグスト ブカレスト                          |
| 1969-70 詳細 | ステアウア・ブカレスト             | 2 - 1                                                       | ディナモ・ブカレスト                       | 23 アウグスト ブカレスト                          |
| 1970-71 詳細 | ステアウア・ブカレスト             | 3 - 2                                                       | ディナモ・ブカレスト                       | 23 アウグスト ブカレスト                          |
| 1971-72 詳細 | ラピド・ブカレスト                 | 2 - 0                                                       | ジウル・ペトロシャニ                       | 23 アウグスト ブカレスト                          |
| 1972-73 詳細 | チミア・ルムニク・ヴルチャ         | 1 - 1 1 - 1 (延長戦) 3 - 0 (再試合)                         | コンストルクロルル・ガラツィ               | 23 アウグスト ブカレスト                          |
| 1973-74 詳細 | ジウル・ペトロシャニ               | 4 - 2                                                       | ポリテフニカ・ティミショアラ               | 23 アウグスト ブカレスト                          |
| 1974-75 詳細 | ラピド・ブカレスト                 | 1 - 1 2 - 1 (延長戦)                                        | ウニヴェルシタテア・クライオヴァ           | 23 アウグスト ブカレスト                          |
| 1975-76 詳細 | ステアウア・ブカレスト             | 1 - 0                                                       | CSUガラツィ                                | 23 アウグスト ブカレスト                          |
| 1976-77 詳細 | ウニヴェルシタテア・クライオヴァ   | 2 - 1                                                       | ステアウア・ブカレスト                     | レプブリチ ブカレスト                             |
| 1977-78 詳細 | ウニヴェルシタテア・クライオヴァ   | 3 - 1                                                       | オリンピア・サトゥ・マーレ                 | レプブリチ ブカレスト                             |
| 1978-79 詳細 | ステアウア・ブカレスト             | 3 - 0                                                       | SSブカレスト                               | 23 アウグスト ブカレスト                          |
| 1979-80 詳細 | ポリテフニカ・ティミショアラ       | 1 - 1 2 - 1 (延長戦)                                        | ステアウア・ブカレスト                     | 23 アウグスト ブカレスト                          |
| 1980-81 詳細 | ウニヴェルシタテア・クライオヴァ   | 6 - 0                                                       | ポリテフニカ・ティミショアラ               | 23 アウグスト ブカレスト                          |
| 1981-82 詳細 | ディナモ・ブカレスト               | 3 - 2                                                       | FCバイア・マーレ                           | 23 アウグスト ブカレスト                          |
| 1982-83 詳細 | ウニヴェルシタテア・クライオヴァ   | 2 - 1                                                       | ポリテフニカ・ティミショアラ               | 23 アウグスト ブカレスト                          |
| 1983-84 詳細 | ディナモ・ブカレスト               | 2 - 1                                                       | ステアウア・ブカレスト                     | 23 アウグスト ブカレスト                          |
| 1984-85 詳細 | ステアウア・ブカレスト             | 2 - 1                                                       | ウニヴェルシタテア・クライオヴァ           | 23 アウグスト ブカレスト                          |
| 1985-86 詳細 | ディナモ・ブカレスト               | 1 - 0                                                       | ステアウア・ブカレスト                     | 23 アウグスト ブカレスト                          |
| 1986-87 詳細 | ステアウア・ブカレスト             | 1 - 0                                                       | ディナモ・ブカレスト                       | 23 アウグスト ブカレスト                          |
| 1987-88 詳細 | ステアウア・ブカレスト             | 2 - 1                                                       | ディナモ・ブカレスト                       | 23 アウグスト ブカレスト                          |
| 1988-89 詳細 | ステアウア・ブカレスト             | 1 - 0                                                       | ディナモ・ブカレスト                       | ムニシパル ブラショフ                             |
| 1989-90 詳細 | ディナモ・ブカレスト               | 6 - 4                                                       | ステアウア・ブカレスト                     | 23 アウグスト ブカレスト                          |
| 1990-91 詳細 | ウニヴェルシタテア・クライオヴァ   | 2 - 1                                                       | FCバカウ                                   | ナツィオナル ブカレスト                           |
| 1991-92 詳細 | ステアウア・ブカレスト             | 1 - 1 1 - 1 (延長戦) 3 - 2 (PK戦)                           | ポリテフニカ・ティミショアラ               | レギエ ブカレスト                                 |
| 1992-93 詳細 | FC U・クラヨーヴァ                 | 2 - 0                                                       | ダキア・ウリレア・ブライラ                 | ナツィオナル ブカレスト                           |
| 1993-94 詳細 | グロリア・ビストリツァ             | 1 - 0                                                       | ウニヴェルシタテア・クライオヴァ           | レギエ ブカレスト                                 |
| 1994-95 詳細 | ペトロルゥル・プロイェシュティ     | 1 - 1 1 - 1 (延長戦) 5 - 3 (PK戦)                           | ラピド・ブカレスト                         | ナツィオナル ブカレスト                           |
| 1995-96 詳細 | ステアウア・ブカレスト             | 3 - 1                                                       | グロリア・ビストリツァ                     | ナツィオナル ブカレスト                           |
| 1996-97 詳細 | ステアウア・ブカレスト             | 4 - 2                                                       | ナツィオナル・ブカレスト                   | ナツィオナル ブカレスト                           |
| 1997-98 詳細 | ラピド・ブカレスト                 | 1 - 0                                                       | ウニヴェルシタテア・クライオヴァ           | ナツィオナル ブカレスト                           |
| 1998-99 詳細 | ステアウア・ブカレスト             | 2 - 2 2 - 2 (延長戦) 4 - 3 (PK戦)                           | ラピド・ブカレスト                         | ナツィオナル ブカレスト                           |
| 1999-00 詳細 | ディナモ・ブカレスト               | 2 - 0                                                       | ウニヴェルシタテア・クライオヴァ           | ナツィオナル ブカレスト                           |
| 2000-01 詳細 | ディナモ・ブカレスト               | 4 - 2                                                       | ロカール・ブカレスト                       | ナツィオナル ブカレスト                           |
| 2001-02 詳細 | ラピド・ブカレスト                 | 2 - 1                                                       | ディナモ・ブカレスト                       | ナツィオナル ブカレスト                           |
| 2002-03 詳細 | ディナモ・ブカレスト               | 1 - 0                                                       | ナツィオナル・ブカレスト                   | ナツィオナル ブカレスト                           |
| 2003-04 詳細 | ディナモ・ブカレスト               | 2 - 0                                                       | オツェルル・ガラツィ                       | コトロセニ ブカレスト                             |
| 2004-05 詳細 | ディナモ・ブカレスト               | 1 - 0                                                       | ファルル・コンスタンツァ                   | コトロセニ ブカレスト                             |
| 2005-06 詳細 | ラピド・ブカレスト                 | 0 - 0 1 - 0 (延長戦)                                        | ナツィオナル・ブカレスト                   | ナツィオナル ブカレスト                           |
| 2006-07 詳細 | ラピド・ブカレスト                 | 2 - 0                                                       | FCUポリテフニカ・ティミショアラ            | D.パルティヌシャヌ ティミショアラ                 |
| 2007-08 詳細 | CFRクルジュ                        | 2 - 1                                                       | ウニレア・ウルジチェニ                     | チャフラウル ピアトラ・ネアムツ                   |
| 2008-09 詳細 | CFRクルジュ                        | 3 - 0                                                       | FCティミショアラ                           | T.ヴラジミレスク トゥルグ・ジウ                   |
| 2009-10 詳細 | CFRクルジュ                        | 0 - 0 0 - 0 (延長戦) 5 - 4 (PK戦)                           | FCヴァスルイ                               | E.アレクサンドレスク ヤシ                         |
| 2010-11 詳細 | ステアウア・ブカレスト             | 2 - 1                                                       | ディナモ・ブカレスト                       | S.プロエシュテアヌ ブラショフ                     |
| 2011-12 詳細 | ディナモ・ブカレスト               | 1 - 0                                                       | ラピド・ブカレスト                         | スタディオヌル・ナツィオナル ブカレスト           |
| 2012-13 詳細 | ペトロルル・プロイェシュティ       | 1 - 0                                                       | CFRクルジュ                                | スタディオヌル・ナツィオナル ブカレスト           |
| 2013-14 詳細 | アストラ・ジュルジュ               | 0 - 0 (PK戦 4 - 2)                                          | ステアウア・ブカレスト                     | スタディオヌル・ナツィオナル ブカレスト           |
| 2014-15 詳細 | ステアウア・ブカレスト             | 3 - 0                                                       | FCウニヴェルシタテア・クルジュ             | スタディオヌル・ナツィオナル ブカレスト           |
| 2015-16 詳細 | CFRクルジュ                        | 2 - 2 2 - 2 (延長戦) (PK戦 5 - 4)                           | ディナモ・ブカレスト                       | スタディオヌル・ナツィオナル ブカレスト           |
| 2016-17 詳細 | FCヴォルンタリ                     | 1 - 1 1 - 1 (延長戦) (PK戦 5 - 3)                           | アストラ・ジュルジュ                       | スタディオヌル・ナツィオナル ブカレスト           |
| 2017–18 詳細 | CSウニヴェルシタテア・クラヨーヴァ | 2 – 0                                                       | ヘルマンシュタット                         | スタディオヌル・ナツィオナル ブカレスト           |
| 2018–19 詳細 | ヴィトルル・コンスタンツァ         | 2 – 1 (延長戦)                                              | アストラ・ジュルジュ                       | イリエ・オアナ プロイェシュティ                   |
| 2019–20 詳細 | ステアウア・ブカレスト             | 1 – 0                                                       | シェプシOSKスフントゥ・ゲオルゲ            | イリエ・オアナ プロイェシュティ                   |
| 2020-21 詳細 | CSウニヴェルシタテア・クラヨーヴァ | 3 - 2 (延長戦)                                              | アストラ・ジュルジュ                       | イリエ・オアナ プロイェシュティ                   |
| 2021-22 詳細 | シェプシOSKスフントゥ・ゲオルゲ    | 2 - 1                                                       | FCヴォルンタリ                             | スタディオヌル・ラピド＝ジュレシュティ ブカレスト |

### クラブ別優勝回数
| クラブ名                           | 優勝 | 準優勝 | 優勝年 |
| ---------------------------------- | ---- | ------ | --- |
| ステアウア・ブカレスト             | 24   | 7      | 1948-49、1950、1951、1952、1955、1961-62、1965-66、1966-67、1968-69、1969-70、1970-71、1975-76、1978-79、1984-85、1986-87、1987–88、1988-89、1991-92、1995-96、1996-97、1998-99、2010-11、2014-15, 2019-20 |
| ディナモ・ブカレスト               | 13   | 9      | 1958-59、1963-64、1967-68、1981-82、1983-84、1985-86、1989-90、1999-00、2000-01、2002-03、2003-04、2004-05、2011-12                                                                                        |
| ラピド・ブカレスト                 | 13   | 6      | 1934-35、1936-37、1937-38、1938-39、1939-40、1940-41、1941-42、1971-72、1974-75、1997-98、2001-02、2005-06、2006-07                                                                                        |
| CSウニヴェルシタテア・クラヨーヴァ | 8    | 5      | 1976-77、1977-78、1980-81、1982-83、1990-91、1992-93、2017-18、2020-21 |
| クルジュ                           | 4    | 1      | 2007-08、2008-09、2009-10、2015-16 |
| ペトロルル・プロイェシュティ       | 3    | 1      | 1962-63、1994-95、2012-13 |
| ポリテフニカ・ティミショアラ       | 2    | 6      | 1957-58、1979-80 |
| リペンシア・ティミショアラ         | 2    | 2      | 1933-34、1935-36 |
| FC UTAアラド                       | 2    | 2      | 1947-48、1953 |
| プログレスル・ブカレスト           | 1    | 4      | 1959-60 |
| ウニヴェルシタテア・クルジュ       | 1    | 4      | 1964-65 |
| FC U・クライオヴァ                 | 1    | 3      | 1992-93 |
| アストラ・ジュルジュ               | 1    | 3      | 2013-14 |
| シェプシOSKスフントゥ・ゲオルゲ    | 1    | 1      | 2021-22 |
| プログレスル・オラデア             | 1    | 1      | 1956 |
| FCヴォルンタリ                     | 1    | 1      | 2016-17 |
| ジウル・ペトロシャニ               | 1    | 1      | 1973-74 |
| グロリア・ビストリツァ             | 1    | 1      | 1993-94 |
| CFRトゥルヌ・セヴェリン            | 1    | 0      | 1942-43 |
| メタルル・レシチャ                 | 1    | 0      | 1954 |
| アリエシュル・トゥルダ             | 1    | 0      | 1960-61 |
| チミア・ルムニク・ヴルチャ         | 1    | 0      | 1972-73 |
| FCヴィトルル・コンスタンツァ       | 1    | 0      | 2018-19 |

### 都市別優勝回数
以下の表は歴代優勝クラブを都市別にまとめたものである。
| 都市名                         | 回数 | 優勝クラブ                                                    |
| ------------------------------ | ---- | ------------------------------------------------------------- |
| ブカレスト                     | 51   | ステアウア (24)、ラピド (13)、ディナモ (13)、プログレスル (1) |
| クライオヴァ                   | 9    | CSウニヴェルシタテア (8)、FC U (1)                            |
| クルージュ＝ナポカ             | 5    | CFR (4)、ウニヴェルシタテア (1)                               |
| ティミショアラ                 | 4    | ポリテフニカ (2)、リペンシア (2)                              |
| プロイエシュティ               | 3    | ペトロルル (3)                                                |
| アラド                         | 2    | UTA (2)                                                       |
| ビストリツァ                   | 1    | グロリア (1)                                                  |
| ドロベタ＝トゥルヌ・セヴェリン | 1    | CFR (1)                                                       |
| オラデア                       | 1    | CAO (1)                                                       |
| ペトロシャニ                   | 1    | ジウル (1)                                                    |
| ルムニク・ヴルチャ             | 1    | チミア (1)                                                    |
| レシチャ                       | 1    | CSM (1)                                                       |
| トゥルダ                       | 1    | アリエシュル (1)                                              |
| ジュルジュ                     | 1    | FCアストラ (1)                                                |
| ヴォルンタリ                   | 1    | FCヴォルンタリ (1)                                            |
| コンスタンツァ                 | 1    | FCヴィトルル (1)                                              |
| スフントゥ・ゲオルゲ           | 1    | シェプシOSKスフントゥ・ゲオルゲ (1)                           |